# Atherinoidei
Sous-ordre
Les Atherinoidei sont un sous-ordre de poissons de l'ordre des Atheriniformes. 

## Liste des familles
Selon ITIS (18 juin 2023) :
- Atherinidae Risso, 1827
- Atherionidae Schultz, 1948
- Melanotaeniidae Gill, 1894
- Notocheiridae Schultz, 1950
- Phallostethidae Regan, 1916

En ce qui concerne la famille Bedotiidae (incluant les genres Bedotia et Rheocles), la classification est plus complexe car elle est soit synonyme de Melanotaenia (pour ITIS notamment), soit il s'agit d'une famille à part entière (pour IRMNG).